# Segunda Categoría del Azuay 2017
El Campeonato Provincial de Fútbol de Segunda Categoría de Azuay 2017 fue un torneo de fútbol en Ecuador en el cual compitieron equipos de la Provincia del Azuay. El torneo fue organizado por Asociación de Fútbol Profesional del Azuay (AFA) y avalado por la Federación Ecuatoriana de Fútbol. El torneo dio inicio el 16 de abril de 2017 y finalizó el 16 de julio de 2017. Participaron 8 clubes de fútbol y entregó 2 cupos al Zonal de Ascenso de la Segunda Categoría 2017 por el ascenso a la Serie B.

## Sistema de campeonato
El sistema determinado por la Asociación de Fútbol Profesional del Azuay fue el siguiente:
- La primera etapa se jugó con los 8 equipos establecidos, fue todos contra todos ida y vuelta (14 fechas), al final los equipos que terminaron en primer, segundo, tercer y cuarto lugar clasificaron a la siguiente etapa.[3]

- La segunda etapa se jugó con los mejores cuatro equipos de la etapa anterior, se los dividió en dos play-offs semifinales ida y vuelta, el 1° lugar vs. 4° lugar y el 2° lugar vs. 3° lugar, los ganadores clasificaron a los zonales de Segunda Categoría 2017 y también a la final por el título que fue a partido único.

## Equipos participantes
| Equipos participantes                    | Equipos participantes | Equipos participantes                                           |
| ---------------------------------------- | --------------------- | --------------------------------------------------------------- |
|                                          |                       |                                                                 |
| Equipo                                   | Ciudad                | Estadio                                                         |
| Círculo Cruz del Vado Social y Deportivo | Cuenca                | Estadio Alejandro Serrano Aguilar                               |
| Atenas Fútbol Club                       | Cuenca                | Estadio Alejandro Serrano Aguilar                               |
| Club Social y Deportivo La Gloria        | Cuenca                | Estadio Alejandro Serrano Aguilar                               |
| Club Sociedad Deportiva El Cuartel       | Paute                 | Estadio Eduardo Crespo Malo                                     |
| Club Deportivo Estudiantes               | Cuenca                | Estadio Alejandro Serrano Aguilar                               |
| Club Social Deportivo Tecni Club         | Cuenca                | Estadio Universidad Politécnica Salesiana - Valeriano Gavinelli |
| Club Deportivo Estrella Roja             | Cuenca                | Estadio Alejandro Serrano Aguilar                               |
| Club Deportivo Baldor Bermeo Cabrera     | Ponce Enríquez        | Estadio Alejandro Serrano Aguilar                               |

## Equipos por Cantón
| Cantón         | N.º | Equipos                                                                              |
| -------------- | --- | ------------------------------------------------------------------------------------ |
| Cuenca         | 6   | - Cruz del Vado - Atenas F.C. - La Gloria - Estudiantes - Tecni Club - Estrella Roja |
| Paute          | 1   | - El Cuartel                                                                         |
| Ponce Enríquez | 1   | - Baldor Bermeo Cabrera                                                              |

## Clasificación
|  |    | Equipo                | PJ | PG | PE | PP | GF | GC | DG  | PTS |
|  | -- | --------------------- | -- | -- | -- | -- | -- | -- | --- | --- |
|  | 1. | Atenas F.C.           | 14 | 9  | 5  | 0  | 56 | 6  | +50 | 32  |
|  | 2. | Baldor Bermeo Cabrera | 14 | 10 | 2  | 2  | 45 | 7  | +38 | 32  |
|  | 3. | Estudiantes           | 14 | 9  | 4  | 1  | 47 | 7  | +40 | 31  |
|  | 4. | Tecni Club            | 13 | 5  | 5  | 3  | 27 | 15 | +12 | 20  |
|  | 5. | El Cuartel            | 14 | 4  | 4  | 6  | 18 | 46 | -28 | 16  |
|  | 6. | La Gloria             | 13 | 4  | 1  | 8  | 29 | 26 | +3  | 13  |
|  | 7. | Estrella Roja         | 13 | 1  | 1  | 11 | 5  | 76 | -71 | 4   |
|  | 8. | Cruz del Vado         | 13 | 1  | 0  | 12 | 10 | 52 | -42 | 3   |

|  | Clasificados a las semifinales. |

## Evolución de la clasificación
| Equipo / Jornada      | 01 | 02 | 03 | 04 | 05 | 06 | 07 | 08 | 09 | 10 | 11 | 12 | 13 | 14 |
| --------------------- | -- | -- | -- | -- | -- | -- | -- | -- | -- | -- | -- | -- | -- | -- |
| Atenas F.C.           | 3  | 2  | 3  | 4  | 3  | 2  | 2  | 1  | 1  | 1  | 1  | 1  | 1  | 1  |
| Baldor Bermeo Cabrera | 6  | 4  | 4  | 2  | 1  | 1  | 1  | 2  | 2  | 2  | 2  | 2  | 2  | 2  |
| Estudiantes           | 4  | 3  | 2  | 3  | 2  | 3  | 3  | 3  | 3  | 3  | 3  | 3  | 3  | 3  |
| Tecni Club            | 2  | 1  | 1  | 1  | 4  | 4  | 4  | 4  | 4  | 5  | 4  | 4  | 4  | 4  |
| El Cuartel            | 5  | 6  | 6  | 5  | 6  | 6  | 6  | 6  | 5  | 4  | 6  | 5  | 5  | 5  |
| La Gloria             | 1  | 5  | 5  | 6  | 5  | 5  | 5  | 5  | 6  | 6  | 5  | 6  | 6  | 6  |
| Estrella Roja         | 8  | 8  | 7  | 7  | 7  | 7  | 8  | 7  | 7  | 7  | 7  | 7  | 7  | 7  |
| Cruz del Vado         | 7  | 7  | 8  | 8  | 8  | 8  | 7  | 8  | 8  | 8  | 8  | 8  | 8  | 8  |

## Resultados
| BBC           | 0 - 1 | Atenas FC     | Patamarca           | 16 de abril | 10:00 |
| El Cuartel    | 1 - 1 | Estudiantes   | Eduardo Crespo Malo | 16 de abril | 11:00 |
| Estrella Roja | 0 - 3 | Tecni Club    | Patamarca           | 16 de abril | 12:15 |
| La Gloria     | 5 - 2 | Cruz del Vado | Eduardo Crespo Malo | 16 de abril | 13:15 |

| Cruz del Vado | 0 - 2 | Atenas FC     | Patamarca                 | 22 de abril | 11:00 |
| El Cuartel    | 0 - 2 | BBC           | Eduardo Crespo Malo       | 22 de abril | 14:00 |
| Tecni Club    | 4 - 0 | La Gloria     | Valeriano Gavinelli       | 23 de abril | 09:45 |
| Estudiantes   | 3 - 0 | Estrella Roja | Alejandro Serrano Aguilar | 23 de abril | 10:00 |

| Atenas FC     | 1 - 1 | Tecni Club    | Patamarca                 | 26 de abril | 12:30 |
| BBC           | 4 - 0 | Cruz del Vado | Alejandro Serrano Aguilar | 26 de abril | 14:00 |
| Estrella Roja | 1 - 1 | El Cuartel    | Alejandro Serrano Aguilar | 26 de abril | 16:00 |
| La Gloria     | 0 - 2 | Estudiantes   | Eduardo Crespo Malo       | 26 de abril | 16:00 |

| Tecni Club    | 5 - 1 | Cruz del Vado | Alejandro Serrano Aguilar | 29 de abril | 10:00 |
| Estrella Roja | 0 - 6 | BBC           | Alejandro Serrano Aguilar | 29 de abril | 12:15 |
| Estudiantes   | 0 - 0 | Atenas FC     | Patamarca                 | 30 de abril | 11:00 |
| El Cuartel    | 3 - 0 | La Gloria     | Patamarca                 | 30 de abril | 13:00 |

| Atenas FC     | 4 - 0 | El Cuartel    | Alejandro Serrano Aguilar | 6 de mayo | 10:00 |
| Cruz del Vado | 0 - 4 | Estudiantes   | Alejandro Serrano Aguilar | 6 de mayo | 12:15 |
| La Gloria     | 7 - 1 | Estrella Roja | Alejandro Serrano Aguilar | 7 de mayo | 10:00 |
| BBC           | 3 - 1 | Tecni Club    | Alejandro Serrano Aguilar | 7 de mayo | 12:15 |

| Estrella Roja | 0 - 8 | Atenas FC     | Alejandro Serrano Aguilar | 12 de mayo | 12:30 |
| Estudiantes   | 2 - 2 | Tecni Club    | Alejandro Serrano Aguilar | 12 de mayo | 15:00 |
| La Gloria     | 0 - 3 | BBC           | Eduardo Crespo Malo       | 13 de mayo | 10:00 |
| El Cuartel    | 4 - 2 | Cruz del Vado | Eduardo Crespo Malo       | 14 de mayo | 10:00 |

| Cruz del Vado | 2 - 1 | Estrella Roja | Eduardo Crespo      | 21 de mayo | 10:00 |
| Atenas FC     | 2 - 2 | La Gloria     | Guachapala          | 21 de mayo | 10:00 |
| BBC           | 1 - 0 | Estudiantes   | Guachapala          | 21 de mayo | 12:15 |
| Tecni Club    | 1 - 2 | El Cuartel    | Valeriano Gavinelli | 7 de junio | 13:00 |

| Estrella Roja | 1 - 0 | Cruz del Vado | Eduardo Crespo Malo | 26 de mayo | 10:00 |
| La Gloria     | 0 - 2 | Atenas FC     | Eduardo Crespo Malo | 26 de mayo | 12:15 |
| El Cuartel    | 1 - 1 | Tecni Club    | Eduardo Crespo Malo | 26 de mayo | 15:00 |
| Estudiantes   | 1 - 0 | BBC           | Guachapala          | 26 de mayo | 15:00 |

| Atenas FC     | 22 - 0 | Estrella Roja | Alejandro Serrano Aguilar | 3 de junio | 09:45 |
| BBC           | 3 - 2  | La Gloria     | Alejandro Serrano Aguilar | 3 de junio | 12:00 |
| Cruz del Vado | 0 - 2  | El Cuartel    | Eduardo Crespo Malo       | 4 de junio | 09:45 |
| Tecni Club    | 1 - 3  | Estudiantes   | Valeriano Gavinelli       | 4 de junio | 10:00 |

| Estrella Roja | 0 - 8 | La Gloria     | Alejandro Serrano Aguilar | 10 de junio | 10:00 |
| Estudiantes   | 4 - 1 | Cruz del Vado | Alejandro Serrano Aguilar | 10 de junio | 12:15 |
| Tecni Club    | 0 - 0 | BBC           | Valeriano Gavinelli       | 11 de junio | 10:00 |
| El Cuartel    | 1 - 2 | Atenas FC     | Eduardo Crespo Malo       | 11 de junio | 12:00 |

| Atenas FC     | 1 - 1 | Estudiantes   | Eduardo Crespo Malo       | 17 de junio | 11:00 |
| Cruz del Vado | 1 - 7 | Tecni Club    | Valeriano Gavinelli       | 17 de junio | 12:00 |
| La Gloria     | 5 - 0 | El Cuartel    | Alejandro Serrano Aguilar | 18 de junio | 10:00 |
| BBC           | 3 - 0 | Estrella Roja | Alejandro Serrano Aguilar | 18 de junio | 12:15 |

| Tecni Club    | 0 - 2 | Atenas FC     | Valeriano Gavinelli       | 21 de junio | 12:00 |
| Cruz del Vado | 1 - 6 | BBC           | Alejandro Serrano Aguilar | 21 de junio | 14:00 |
| Estudiantes   | 3 - 0 | La Gloria     | Alejandro Serrano Aguilar | 21 de junio | 16:00 |
| El Cuartel    | 3 - 1 | Estrella Roja | Eduardo Crespo Malo       | 21 de junio | 19:00 |

| BBC           | 13 - 0 | El Cuartel    | Guachapala                | 24 de junio | 14:00 |
| La Gloria     | 0 - 1  | Tecni Club    | Eduardo Crespo Malo       | 25 de junio | 10:00 |
| Estrella Roja | 0 - 10 | Estudiantes   | Alejandro Serrano Aguilar | 25 de junio | 10:00 |
| Atenas FC     | 8 - 0  | Cruz del Vado | Alejandro Serrano Aguilar | 25 de junio | 12:15 |

| Estudiantes   | 13 - 0 | El Cuartel    | Alejandro Serrano Aguilar | 1 de julio     | 10:00          |
| Atenas FC     | 1 - 1  | BBC           | Alejandro Serrano Aguilar | 1 de julio     | 12:15          |
| Tecni Club    | -      | Estrella Roja | No se programó            | No se programó | No se programó |
| Cruz del Vado | -      | La Gloria     | No se programó            | No se programó | No se programó |

## Segunda etapa

### Cuadro final
|  | Semifinales           | Semifinales     | Semifinales           |   |             | Final       | Final       | Final       |  |
|  | 7 y 12 de julio       | 7 y 12 de julio | 7 y 12 de julio       |   |             | 16 de julio | 16 de julio | 16 de julio |  |
|  |                       |                 |                       |   |             |             |             |             |  |
|  |                       |                 |                       |   |             |             |             |             |  |
|  | Atenas F.C.           | 4               | 2                     |   |             |             |             |             |  |
|  | Atenas F.C.           | 4               | 2                     |   |             |             |             |             |  |
|  | Tecni Club            | 0               | 1                     |   |             |             |             |             |  |
|  | Tecni Club            | 0               | 1                     |   | Atenas F.C. | 1           | -           |             |  |
|  |                       |                 |                       |   | Atenas F.C. | 1           | -           |             |  |
|  |                       |                 | Baldor Bermeo Cabrera | 3 | -           |             |             |             |  |
|  | Baldor Bermeo Cabrera | 2               | Baldor Bermeo Cabrera | 3 | -           | 2           |             |             |  |
|  | Baldor Bermeo Cabrera | 2               |                       |   |             | 2           |             |             |  |
|  | Estudiantes           | 2               | 1                     |   |             |             |             |             |  |
|  | Estudiantes           | 2               | 1                     |   |             |             |             |             |  |
|  |                       |                 |                       |   |             |             |             |             |  |

### Semifinales
| 7 de julio de 2017, 17:45 | Estudiantes | 2:2 | Baldor Bermeo Cabrera | Estadio Alejandro Serrano Aguilar, Cuenca |  |

| 12 de julio de 2017, 17:45 | Baldor Bermeo Cabrera | 2:1 | Estudiantes | Estadio Alejandro Serrano Aguilar, Cuenca |  |

| 7 de julio de 2017, 20:00 | Tecni Club | 0:4 | Atenas F.C. | Estadio Alejandro Serrano Aguilar, Cuenca |  |

| 12 de julio de 2017, 20:00 | Atenas F.C. | 2:1 | Tecni Club | Estadio Alejandro Serrano Aguilar, Cuenca |  |

### Final
| 16 de julio de 2017, 12:00 | Atenas F.C. | 1:3 (0:2) | Baldor Bermeo Cabrera | Estadio Alejandro Serrano Aguilar, Cuenca |  |

| |
| Club Deportivo Baldor Bermeo Cabrera Campeón 1.er Título Clasifica a los zonales de la Segunda Categoría 2017 - También clasifica Atenas Fútbol Club como Vicecampeón. |

## Goleadores
- Actualizado en 29 de julio de 2017

| Jugador             | Equipo                | Goles |
| ------------------- | --------------------- | ----- |
| 1. Kevin Ayala      | Baldor Bermeo Cabrera | 18    |
| 2. Jefferson Nájera | Atenas F.C.           | 15    |
| 3. Juan Balseca     | Estudiantes           | 10    |
| 4. Ronaldo Vélez    | Atenas F.C.           | 9     |